# Liga Leumit 1995-1996 (pallacanestro)
La Liga Leumit 1995-1996 è stata la 42ª edizione del massimo campionato israeliano di pallacanestro maschile. La vittoria finale è stata ad appannaggio del Maccabi Tel Aviv.

## Regular season
|  |     | Squadra               | G  | V  | P  | PF   | PS   | PF/PS | Pt | Qualificazione              |
|  | --- | --------------------- | -- | -- | -- | ---- | ---- | ----- | -- | --------------------------- |
|  | 1.  | Maccabi Tel Aviv      | 22 | 21 | 1  | 1917 | 1664 | +307  | 43 | playoffs                    |
|  | 2.  | Hapoel Gerusalemme    | 22 | 17 | 5  | 1954 | 1766 | +188  | 39 | playoffs                    |
|  | 3.  | Hapoel Galil Elyon    | 22 | 13 | 9  | 1746 | 1666 | +80   | 35 | playoffs                    |
|  | 4.  | Bnei Herzliya         | 22 | 13 | 9  | 1807 | 1763 | +44   | 35 | playoffs                    |
|  | 5.  | Maccabi Rishon LeZion | 22 | 13 | 9  | 1913 | 1876 | +37   | 35 |                             |
|  | 6.  | Hapoel Holon          | 22 | 10 | 12 | 1784 | 1800 | -16   | 32 |                             |
|  | 7.  | Hapoel Tzfat          | 22 | 9  | 13 | 1813 | 1912 | -99   | 31 |                             |
|  | 8.  | Hapoel Eilat          | 22 | 9  | 13 | 1750 | 1771 | -21   | 31 |                             |
|  | 9.  | Hapoel Tel Aviv       | 22 | 9  | 13 | 1789 | 1780 | +9    | 31 |                             |
|  | 10. | Maccabi Gerusalemme   | 22 | 8  | 14 | 1805 | 1950 | -145  | 30 | retrocesso in Liga Leumit B |
|  | 11. | Maccabi Ramat Gan     | 22 | 8  | 14 | 1764 | 1810 | -46   | 30 |                             |
|  | 12. | Hapoel Gvat           | 22 | 2  | 20 | 1771 | 2109 | -338  | 24 | retrocesso in Liga Leumit B |

## Playoffs
|  | Semifinali       | Semifinali       | Semifinali       | Semifinali       | Semifinali | Semifinali | Semifinali |  |  | Finale           | Finale           | Finale           | Finale           | Finale | Finale | Finale |  |
|  |                  |                  |                  |                  |            |            |            |  |  |                  |                  |                  |                  |        |        |        |  |
|  | Maccabi Tel Aviv | Maccabi Tel Aviv | Maccabi Tel Aviv | Maccabi Tel Aviv | 94         | 80         | 98         |  |  |                  |                  |                  |                  |        |        |        |  |
|  | Bnei Herzliya    | Bnei Herzliya    | Bnei Herzliya    | Bnei Herzliya    | 69         | 69         | 84         |  |  | Maccabi Tel Aviv | Maccabi Tel Aviv | Maccabi Tel Aviv | Maccabi Tel Aviv | 99     | 84     | 95     |  |
|  | H. Gerusalemme   | H. Gerusalemme   | H. Gerusalemme   | 84               | 76         | 98         | 84         |  |  | H. Gerusalemme   | H. Gerusalemme   | H. Gerusalemme   | H. Gerusalemme   | 81     | 71     | 90     |  |
|  | Hap. Galil Elyon | Hap. Galil Elyon | Hap. Galil Elyon | 80               | 89         | 76         | 75         |  |  |                  |                  |                  |                  |        |        |        |  |

## Squadra vincitrice
|    | Naz.                                        | Ruolo | Sportivo         | Anno | Alt. |  |  |
| -- | ------------------------------------------- | ----- | ---------------- | ---- | ---- |  |  |
| 4  | Israele (bandiera)                          | AG    | Nadav Henefeld   | 1968 | 200  |  |  |
| 5  | Israele (bandiera)                          | A     | Motti Daniel     | 1963 | 198  |  |  |
| 6  | Israele (bandiera)                          | P     | Guy Goodes       | 1971 | 190  |  |  |
| 7  | Stati Uniti (bandiera) · Israele (bandiera) | G     | Brad Leaf        | 1961 | 196  |  |  |
| 8  | Stati Uniti (bandiera)                      | AG    | Tom Chambers     | 1959 | 208  |  |  |
| 9  | Israele (bandiera)                          | P     | Alon Ben Zaken   | 1970 | 185  |  |  |
| 10 | Israele (bandiera)                          | P     | Oded Kattash     | 1974 | 193  |  |  |
| 12 | Israele (bandiera)                          | G     | Doron Jamchi     | 1961 | 198  |  |  |
| 13 | Jugoslavia (bandiera)                       | C     | Radisav Ćurčić   | 1965 | 206  |  |  |
| 14 | Israele (bandiera)                          | C     | Tomer Steinhauer | 1966 | 207  |  |  |
| 15 | Israele (bandiera)                          | AG    | Barak Uzan       | 1977 | 204  |  |  |
| 16 | Israele (bandiera)                          | P     | Gilad Katz       | 1968 | 190  |  |  |
| 18 | Stati Uniti (bandiera) · Israele (bandiera) | AG    | Jeff Kent        | 1970 | 206  |  |  |
| 21 | Stati Uniti (bandiera) · Israele (bandiera) | PG    | Josh Oppenheimer | 1970 | 186  |  |  |
| 22 | Israele (bandiera)                          | G     | Omer Be'erli     | 1968 | 190  |  |  |
|    | Israele (bandiera)                          | ALL   | Zvika Sherf      |      |      |  |  |